# Personnages de The Promised Neverland
 (mai 2024).
Cet article présente les personnages du manga The Promised Neverland.
Les personnages de cette page sont répartis en fonction des groupes auxquels ils appartiennent.

## Personnages principaux

### Emma
Emma est une fille de 11 ans qui vit à Grace Field House. Elle porte le n° 63194.
Elle a les yeux verts et des cheveux courts orange clair qui se dressent dans tous les angles autour de sa tête. Avec une seule longue mèche de cheveux courbée vers le haut du côté droit de sa tête ressemblant à une antenne, et une autre plus petite à la base de son cou.
Comme Ray et Norman, Emma obtient constamment des notes parfaites à ses examens quotidiens. Elle est connue pour son grand optimisme, son caractère chaleureux, ses grandes capacités athlétiques, mais elle peut aussi parfois être folle. Elle est très chaleureuse et apprend vite.
Après avoir découvert la vérité sur l'orphelinat, Emma fait équipe avec Norman et Ray pour s'échapper de la maison. Elle aime sa famille plus que tout et son fort sens de l'altruisme insiste pour que tout le monde s'échappe ensemble. Même si la plupart de leurs frères et sœurs ont moins de six ans, un objectif que Ray juge fou et tout simplement imprudent.

### Ray
Ray est un garçon de 11 ans qui vit à Grace Field House. Il porte le n° 81194.
Il a les yeux noirs et les cheveux noirs courts en désordre avec une longue frange qui est séparée à droite et couvre une grande partie du côté gauche de son visage.
Comme Emma et Norman, Ray obtient constamment des notes parfaites à ses examens quotidiens. Il est connu pour être un lecteur avide avec de grandes capacités intellectuelles, un scepticisme émoussé et une ruse.
Étant le seul enfant biologique de leur gardienne, Isabella, il n'a pas connu d'amnésie infantile, confirmant ses soupçons sur l'existence de démons et la vraie nature de la maison plus tard, à l'âge de 6 ans. Ray devient l'espion d'Isabella en échange de biens et de la promesse que lui, Norman et Emma ne seront pas livrés aux démons avant leur 12e anniversaire. Il s'est engagé à utiliser les années restantes de sa vie pour orchestrer un plan d'évasion qui conduirait ses deux meilleurs amis à découvrir eux-mêmes la vérité. Après une confrontation avec Norman, il devient l'atout des enfants au moment où Isabella le trahit. Bien qu'initialement peu disposé à accepter l'objectif irréaliste d'Emma de s'échapper avec chaque enfant, il jure de ne jamais les abandonner une fois leur évasion réussie.

### Norman
Norman est un garçon de 11 ans qui vit à Grace Field House. Il porte le n°22194.
Il a les yeux bleus et les cheveux argentés courts qui sont séparés à sa gauche, avec un morceau plus long courbé vers le haut sur le côté gauche de sa tête.
Comme Ray et Emma, Norman obtient constamment des notes parfaites à ses examens quotidiens. Il est connu pour être un stratège et un planificateur de génie, ainsi qu'un imbattable au Jeu du loup.
Il découvre la vérité sur l'orphelinat avec Emma et fait équipe avec Ray pour concevoir un plan d'évasion. Alors qu'il sait que partir avec tous les enfants de la maison est presque impossible, son amour pour sa sœur Emma le pousse à continuer d'essayer. En tant que plus intelligent des trois, il est le premier à découvrir la véritable identité de Ray en tant qu'espion d'Isabella et à préparer divers plans de secours et voies d'évacuation. Après que Ray a été trahi par Isabella, Norman est forcé d'être expédié avant son 12e anniversaire, acceptant son sort de mort inévitable pour la tromper et laisser le reste des enfants s'échapper. Cependant, au lieu d'être abattu, Norman est envoyé dans un centre de recherche spécial appelé Lambda Λ7214, il a été créé afin d'essayer de créer du bétail humain de meilleure qualité de manière plus rapide et plus efficace que les fermes premium, spécialement pour la cérémonie tifarti. Il s'échappe de Lambda et détruit l'endroit après avoir mené un soulèvement. Ensuite, il établit un endroit appelé The Paradise Hideout pour les enfants de Lambda et prépare un plan pour dégénérer tous les démons.

## Grace Field House

### Isabella
Connue par les enfants de l'orphelinat comme leur « maman », Isabella est une femme de 31 ans qui s'occupe de tous les enfants de Grace Field House.
Elle a la peau claire, les yeux violets et de longs cheveux brun foncé attachés en un chignon bas. Isabella est née et a grandi à l'orphelinat de Grace Field House où elle a vécu une vie heureuse jusqu'à ce que son béguin, Leslie, soit expédiée, ce qui lui a causé un chagrin intense. Peu de temps après le départ de Leslie, Isabella a découvert que quelque chose n'allait pas avec l'orphelinat lorsqu'elle a essayé de s'enfuir. Elle a découvert que son orphelinat était bordé par une falaise qui l'entourait à perte de vue. Sa « maman », Sarah, l'a convaincue qu'il était impossible de s'évader et que la meilleure vie à laquelle elle pouvait aspirer était de devenir la « maman » d'autres enfants de l'orphelinat. Quand Isabella a été expédiée à l'âge de 12 ans, on lui a probablement dit toute la vérité et a commencé sa formation pour devenir une « maman » au siège de Grace Field et a finalement été chargée de l'usine numéro 3. Tout en apparaissant extrêmement aimante et affectueuse envers les enfants, elle est en réalité vraiment manipulatrice, rusée, et se montre, à première vue, totalement détachée de leur destin tragique. Plus tard, il est révélé qu'elle est la mère biologique de Ray et, comme elle pense que survivre est impossible, elle essaie de donner à tous les enfants la vie la plus heureuse possible avant qu'ils ne soient expédiés. Elle est maintenue en vie après l'évasion des enfants en raison de ses compétences et de son intelligence massives et s'est vu offrir le poste de grand-mère, la première ayant été blâmée pour l'évasion à la place. Elle prend le poste, mais uniquement dans le but d'aider les enfants lorsqu'ils reviennent inévitablement pour sauver leurs jeunes frères et sœurs.

### Krone
Connue des enfants sous le nom de sœur Krone, qui veut dire « Couronne » en allemand, Krone est une femme de 26 ans qui a été présentée soudainement pour aider Isabella à gérer l'orphelinat et à devenir maman. C'est une grande femme, musclée et intimidante. Elle a de courts cheveux noirs avec des yeux bruns, des lèvres charnues et une peau foncée. Alors que le poste actuel de Krone lui offre une belle vie, elle aspire à usurper son poste et à devenir la prochaine « maman » de Grace Field House. Comme Isabella, elle est née et a grandi à Grace Field House, et est extrêmement rusée, manipulatrice à l'intérieur, tout en arborant un extérieur affectueux et chaleureux. La seule différence entre Krone et Isabella est son agressivité intense, qui correspond à son physique imposant et intimidant. Ayant initialement l'intention de provoquer un scandale en aidant les enfants à s'échapper et à piéger Isabella, elle divulgue des informations à Norman et Emma à plusieurs reprises. Cependant, elle est finalement tuée par Isabella et « grand-mère », qui étaient de mèche tout le temps. Avant de mourir, elle a laissé à Norman un stylo promis d'un allié nommé William Minerva en guise de démonstration de sa dernière lutte contre la mort.

### Sarah
Sarah, plus communément appelée « grand-mère », est une femme âgée et l'une des personnes placées par les monstres travaillant au siège de Grace Field House. Une partie de son travail consiste à former les jeunes filles à devenir mères et sœurs. Il y a des décennies, Sarah a déjà travaillé comme gardienne et « maman » à Grace Field House dans une plantation à laquelle elle était affectée. Deux des enfants notables de sa plantation étaient Isabella et Leslie. Elle considère Isabella comme l'un de ses pions.

### Don
Don est un garçon de 10 ans qui vit à Grace Field House. Il porte le n°16194.
Il a la peau foncée, les yeux noirs, les cheveux noirs courts en désordre et une taille plutôt grande. Don est tapageur, bavard et aime s'amuser. Il se montre également quelque peu compétitif et il se soucie profondément de sa famille. Lui et Gilda sont les deux premiers enfants qu'Emma, Ray et Norman ont recrutés pour planifier l'évasion. Il s'est échappé de la maison avec le reste de ses frères et sœurs âgés de plus de 5 ans.

### Gilda
Gilda est une fille de 10 ans qui vit à Grace Field House. Elle porte le n° 65194.
Elle a les yeux bruns, les cheveux noirs courts et porte des lunettes rondes.
Elle est connue pour être calme, silencieuse et timide, mais aussi très observatrice et possédant une grande perspicacité et prend des décisions pondérées.
Avec Emma, Gilda aide à prendre soin des jeunes enfants et des bébés de la maison. Elle s'est échappée de la maison avec le reste de ses frères et sœurs âgés de plus de 5 ans.

### Phil
Phil est un garçon de 4 ans qui est considéré comme l'un des plus intelligent de tous les enfants de quatre ans vivant à Grace Field House. Il a la peau bronzée, les cheveux noirs courts et de grands yeux bleus. Il est très observateur et a découvert la vérité derrière l'orphelinat simplement en étudiant les mots et les comportements des autres personnages. Cependant, il n'en dit rien au cas où son hypothèse serait fausse. Il amène tous les enfants de 4 ans et moins à rester à l'orphelinat, tandis que tous les enfants de 5 ans et plus s'échappent.

### Conny
Conny était une fillette de 6 ans qui résidait auparavant à Grace Field House. Elle avait les yeux bleus et les cheveux blonds coiffés en couettes. Elle était particulièrement proche de Don et se distinguait par le fait qu'elle transportait toujours avec elle son jouet en peluche préféré, Little Bunny. Elle a été expédiée en octobre 2045. À sa mort, le corps de Conny a été découvert par Norman et Emma, leur permettant de réaliser la vérité derrière l'orphelinat.

### Anna
Anna est une fillette de 9 ans qui vit à Grace Field House. Elle porte le n° 48194.
Elle a les yeux bleus et de longs cheveux blonds raides attachés en tresses jumelles. Anna est une fille brillante et douce qui aime beaucoup sa famille. Malgré sa nature calme, elle est volontaire et gentille avec tout le monde. Elle s'est échappée de la maison avec le reste de ses frères et sœurs âgés de plus de 5 ans.

### Thoma
Thoma est un garçon de 7 ans qui vit à Grace Field House. Il porte le n° 55294.
Il lui manque une dent et a des yeux gris et de courts cheveux noirs qui se dressent en trois sections ovales en haut à droite et en bas à gauche de sa tête. Thoma est le meilleur ami de Lannion et ensemble, les deux aiment faire des farces et faire des bêtises. Il s'est échappé de la maison avec le reste de ses frères et sœurs âgés de plus de 5 ans.

### Lannion
Lannion est un garçon de 7 ans qui vit à Grace Field House. Il porte le n° 54594.
Il lui manque une dent et a les yeux bleus, des taches de rousseur et de courts cheveux blonds coiffés en une seule pointe qui ressemble à un oignon. C'est le meilleur ami de Thoma et ensemble, les deux aiment faire des farces et faire des bêtises. Il s'est échappé de la maison avec le reste de ses frères et sœurs âgés de plus de 5 ans.

### Chris
Chris, également appelé « Christie », est un garçon de 5 ans vivant à Grace Field House. Il porte le n°70394.
Il a les cheveux bleu foncé courts et hérissés et les yeux bleus. Chris est plein de curiosité et s'est échappé de la maison avec le reste de ses frères et sœurs qui avaient plus de 5 ans. Chris passe la majeure partie de la seconde moitié de l'histoire dans le coma en raison d'une balle dans la tête par Andrew et son équipe quand  ils ont pillé l'abri.Il est aussi très proche de Ray et l'accompagne partout.

### Dominic
Dominic est un garçon de 6 ans qui vit à Grace Field House. Il porte le n°7294.
Il a la peau bronzée, les cheveux blancs courts et de grands yeux bruns. C'est un garçon actif qui s'est échappé de la maison avec le reste de ses frères et sœurs âgés de plus de 5 ans.

### Nat
Nat est un garçon de 9 ans qui vit à Grace Field House. Il porte le n° 30294.
Il a les cheveux courts auburn, les yeux bruns et une ligne de nez haute. Nat est un garçon jovial et légèrement narcissique qui aime jouer des chansons pour ses frères et sœurs au piano. Il se montre également parfois un peu lâche. Il s'est échappé de la maison avec le reste de ses frères et sœurs âgés de plus de 5 ans.

### Mark
Mark est un garçon de 5 ans qui vit à Grace Field House. Il porte le n°79294.
Il est légèrement en surpoids et a les cheveux bruns courts coiffés en coupe au bol et les yeux bleus. Mark adore manger et s'est échappé de la maison avec le reste de ses frères et sœurs âgés de plus de 5 ans.

### Alicia
Alicia est une fillette de 5 ans qui vit à Grace Field House. Elle porte le n°71394.
Elle a les cheveux blond sable attachés en queue de cheval haute et les yeux marron clair. Alicia est un garçon manqué qui s'est échappé de la maison avec le reste de ses frères et sœurs âgés de plus de 5 ans.

### Jemima
Jemima est une fillette de 5 ans qui vit à Grace Field House. Elle porte le n°31394.
Elle a la peau foncée, les yeux bruns et les cheveux brun foncé lissés en un chignon bas. Jemima est une tireuse directe diligente qui s'est échappée de la maison avec le reste de ses frères et sœurs âgés de plus de 5 ans.

### Yvette
Yvette est une fillette de 5 ans qui vit à Grace Field House. Elle porte le n°59294.
Elle a de longs cheveux noirs hirsutes et des yeux bruns. Yvette est une artiste qui s'est échappée de la maison avec le reste de ses frères et sœurs âgés de plus de 5 ans.

### Carol
Carol est une fillette d'un an qui vit à Grace Field House. Elle a les cheveux orange courts et indisciplinés et les yeux bleu clair. Carol est la dernière enfant à arriver à l'orphelinat, en remplacement de Conny. Elle a été laissée avec les plus jeunes enfants à Grace Field House, tandis que les enfants de plus de 5 ans se sont enfuis.

### Rossi
Rossi est un garçon de 5 ans qui vit à Grace Field House. Il porte le n°50394<.
Il a la peau claire, les cheveux blancs courts et de petits yeux verts. Rossi est un garçon délicat, prudent et prudent qui s'est échappé de la maison avec le reste de ses frères et sœurs âgés de plus de 5 ans.

### Sherry
Sherry, également appelée « Shelly », est une fillette de 4 ans vivant à Grace Field House. Elle a la peau claire, des taches de rousseur, des yeux bleus et des cheveux orange clair mi-longs avec un bandeau rouge. Sherry est une fille à la mode qui aime Norman et est proche de Phil. Elle a été laissée avec les plus jeunes enfants à Grace Field House, tandis que les enfants de plus de 5 ans se sont enfuis.

### Naila
Naila est une fillette de 4 ans qui vit à Grace Field House. Elle a les yeux bruns et les cheveux blonds foncé attachés en queue de cheval haute. Naila va à son rythme et est très amie avec Mark. Elle a été laissée avec les plus jeunes enfants à Grace Field House, tandis que les enfants de plus de 5 ans se sont enfuis.

### Hao
Hao était un garçon de 6 ans qui résidait autrefois à Grace Field House. Il avait des cheveux noirs courts et des yeux monolithiques. Il a été expédié en août 2045. Hao était l'enfant expédié avant Conny.

### Ceddy
Ceddy, également appelée « Sadie », était une fillette de 6 ans qui résidait autrefois à Grace Field House. Elle avait les cheveux clairs jusqu'aux épaules. Elle a été expédiée en mai 2045. Ceddy était l'enfant expédié avant Hao.

### Gary
Gary était un garçon de 7 ans qui résidait autrefois à Grace Field House. Il a été expédié en décembre 2044. Gary était l'enfant expédié avant James. Il n'est mentionné que dans l'anime.

### James
James était un garçon de 7 ans qui résidait autrefois à Grace Field House. Il a été expédié en mars 2045. James était l'enfant expédié avant Ceddy.

### Marcus
Marcus était un garçon qui résidait autrefois à Grace Field House. Il avait 2 ans de plus qu'Emma, Ray et Norman. Marcus était un farceur, mais surtout protecteur de ses frères et sœurs. Il a été expédié en 2044. Marcus était l'enfant expédié avant Gary. Il apparaît dans le premier light novel et l'omake.

### Susan
Susan était une fille de 12 ans qui résidait auparavant à Grace Field House. Elle avait 2 ans de plus qu'Emma, Ray et Norman. Elle avait la peau claire et les cheveux noirs jusqu'au haut du dos avec une frange médiane. Elle était particulièrement proche de Ray et a été la première personne à qui Ray a laissé entendre la vérité sur l'orphelinat. Susan a été expédiée le jour de son 12e anniversaire et a été nourrie aux démons de haut rang de la capitale impériale. Susan était l'enfant expédiée avant Marcus. Elle apparaît dans le premier light novel.

### Leslie
Leslie était un garçon de 12 ans qui résidait auparavant à Grace Field House. Il était le meilleur ami d'enfance et le béguin d'Isabella. Il avait la peau claire, des taches de rousseur, des yeux bleu clair et des cheveux violet clair courts et inégaux. Leslie a écrit une chanson dont Isabella est immédiatement tombée amoureuse (dans laquelle elle fredonne encore de temps en temps). Isabella a été accablée de chagrin lorsque Leslie a été expédiée pour être mangée.

### Yukko
Yukko est la nouvelle maman de Phil à Grace Field House. C'est une grande femme et mince avec des yeux clairs et de courts cheveux blonds cachés derrière ses oreilles et une frange courte. Peu de temps après que Phil, Eugene, Sherry et quelques autres enfants de Grace Field House usine trois aient été envoyés vivre avec elle, Yukko a immédiatement reconnu Phil comme l'un des enfants les plus intelligents de sa plantation. Elle a également accompagné l'un de ses enfants, Simon, pour qu'il soit expédié et finalement tué par les démons. Après un certain temps, Yukko a commencé à remarquer le comportement étrange de Phil, car il était souvent vu d'humeur triste et déprimée. Finalement, elle est devenue méfiante à son égard et a appelé Andrew pour qu'il rende visite à Phil et enquête.

### Matilda
Matilda est une femme de 30 ans résidant au siège de Grace Field House. Elle a les yeux clairs et les cheveux blancs courts avec une longue frange séparée au milieu et dépassant le menton. Elle est décrite dans le tome 19 comme une femme qui peut se lier d'amitié avec tout le monde, et qui a pleuré et souffert plus que les autres, tout en le faisant en secret. C'est aussi une femme ambitieuse dont l'objectif principal est de gravir les échelons en obéissant à Sarah et Isabelle. Matilda est l'une des « sœurs » les plus compétentes de Grace Field, au point que « grand-mère » Sarah l'avait choisie comme assistante personnelle. Après la mort de Sarah et la nomination d'Isabella en tant que nouvelle grand-mère, Matilda était l'une des rares à qui Isabella a révélé ses véritables plans avec Sienna, Scarlet et Jessica, et ensemble, elles se sont lancés dans une rébellion contre Peter Ratri et les démons. Matilda est la mère biologique de Norman. Elle apparaît dans le chapitre spécial, « La détermination d'une mère ».

### Scarlet
Scarlet est une femme résidant au siège de Grace Field House. Elle a les yeux foncés, la peau foncée et les cheveux noirs mi-longs avec un bandeau blanc. Elle est décrite dans le volume 19 comme une femme qui avait autrefois un tempérament très affectueux, mais qui a radicalement changé depuis qu'elle a commencé à s'entraîner pour devenir une « sœur ». Ses spécialités sont la rapidité dans l'exécution de ses tâches et la capacité à fermer ses émotions, ce qui lui a permis de gravir les échelons. Scarlet est aussi une femme ambitieuse dont l'objectif principal est de gravir les échelons en obéissant à Sarah et Isabelle. Après la mort de Sarah et la nomination d'Isabella en tant que nouvelle « grand-mère », Scarlet était l'une des rares à qui Isabella a révélé ses véritables plans avec Matilda, Sienna et Jessica, et ensemble, elles se sont lancés dans une rébellion contre Peter Ratri et les démons. Scarlet est la mère biologique de Don. Elle apparaît dans le chapitre spécial, « La détermination d'une mère ».

### Jessica
Jessica est une femme résidant au siège de Grace Field House. Elle a de longs cheveux noirs raides et des yeux noirs. Elle est décrite dans le tome 19 comme une femme astucieuse et calculatrice, et grâce à ces compétences, il ne lui a pas été difficile de devenir une « sœur ». Elle est constamment parmi les meilleures dans tous les types de tests. Cependant, elle n'a jamais obtenu la place de « maman » en raison de ses difficultés à communiquer avec les enfants. Jessica est aussi une femme ambitieuse dont l'objectif principal est de gravir les échelons en obéissant à Sarah et Isabella. Après la mort de Sarah et la nomination d'Isabella en tant que nouvelle grand-mère, Jessica était l'une des rares à qui Isabella a révélé ses véritables plans avec Matilda, Sienna et Scarlet, et ensemble, elles se sont lancés dans une rébellion contre Peter Ratri et les démons. Jessica est la mère biologique de Gilda. Elle apparaît dans le chapitre spécial, « La détermination d'une mère ».

### Sienna
Sienna est une femme résidant au siège de Grace Field House. Elle a les cheveux orange indisciplinés jusqu'aux épaules et les yeux clairs. Elle est décrite dans le tome 19 comme une femme très timide, pudique et peu courageuse. Son seul souhait est de ne pas mourir. Étant une femme qui ne fait jamais de demandes spéciales, elle s'est avérée être l'une des « sœurs » les plus fiables. Sienna est aussi une femme ambitieuse dont l'objectif principal est de gravir les échelons en obéissant à Sarah et Isabelle. Après la mort de Sarah et la nomination d'Isabella en tant que nouvelle grand-mère, Sienna était l'une des rares à qui Isabella a révélé ses véritables plans avec Matilda, Scarlet et Jessica, et ensemble, elles se sont lancés dans une rébellion contre Peter Ratri et les démons. Sienna est la mère biologique d'Emma. Elle apparaît dans le chapitre spécial, « La détermination d'une mère ».

### Cecile
Cécile était une jeune femme qui résidait auparavant au quartier général de Grace Field House. Cécile est la principale antagoniste du chapitre spécial, « À la recherche du ciel de la liberté ». C'était une grande femme et mince avec de longs cheveux blonds raides et des yeux clairs. Elle avait deux ans de plus que Krone, c'est la meilleure amie d'enfance de cette dernière depuis ses jours à l'orphelinat. Elles s'entraînent pour devenir une « sœur ». Ensemble, ils ont comploté une évasion audacieuse, avec une carte conçue à partir de nombreux vieux morceaux de tissu brodé, créés par d'anciens stagiaires. Cependant, Cecille induit en erreur et trahit Krone afin d'assurer sa propre position de « sœur », la présentant comme la seule conspiratrice de « grand-mère » Sarah. Cela se retourne contre elle une fois que Krone révèle que Cecille à la broderie de la carte, amenant grand-mère à croire que Cecille était le cerveau, ce qui vaut à Krone le poste de « sœur ». Cécile est tuée en conséquence.

## Démons
Principaux antagonistes de la série, les monstres appelés démons se composent d'une variété de formes, de monstres sauvage aux multiples yeux qui prennent les qualités des animaux et des plantes qu'ils dévorent. Les démons qui mangent des humains prennent une grande forme humanoïde ressemblant à des humains avec polydactylie et portent des masques blindés pour protéger leurs yeux centraux, leur seul organe vraiment vital. Les démons au pouvoir parrainent le système agricole pour leur fournir une source de chair humaine prêtent à l'emploi, dont ils ont besoin pour rester sensibles, et parfois pour la nature des monstres de chasser les humains.

### Mujika
Pour les articles homonymes, voir Mujika.
Mujika est un monstre vivant dans les forêts au monde des démons avec Sonju.
Elle a de longs cheveux violets en nattes tressées couvrant une partie de ses cornes et porte un masque à deux trous positionnés verticalement. Elle a un teint pâle et porte un manteau blanc bleuté.
Mujika est née avec la capacité de conserver les caractéristiques et la sapience des humains sans avoir besoin de les consommer. Mujika, avec Sonju, croit en un principe religieux de ne pas manger d'humains d'élevage. Mujika et Sonju ont été informés des « marchandises » qui se sont échappées de l'orphelinat Grace Field House et ont décidé de sauver Emma et les autres évadés des poursuivants démoniaques de la ferme. Mujika et Sonju ont enseigné aux enfants les techniques d'exploration et de survie de base.

### Sonju
Messire Sonju est un démon qui vit à l'extérieur de la famille royale.
Il est un démon relativement grand et maigre qui porte une cagoule et un masque qui couvre tout son visage qui, une fois enlevé, révèle ses canines anormalement pointues. Il a une corne au centre du front et ses bras sont entièrement enveloppés d'un bandage. Il est souvent vu portant une lance et est un chasseur habile.
Sonju a sauvé Ray d'être capturé par ses poursuivants démoniaques de la ferme. Sonju croit en la même religion que Mujika et est donc fermement opposé à la pratique de manger des humains d'élevage. Cependant, il est impatient de recommencer à manger des humains une fois que leur population aura augmenté naturellement. Sonju conserve une personnalité stoïque et composée, mais dans une certaine mesure, il a été intrigué par les enfants et s'est soucié de leur sécurité. Il raconte à Emma et Ray comment, à la suite d'une longue guerre, le monde a été divisé en monde humain et monde démoniaque grâce à un contrat appelé la « Promesse ». Il est également le frère cadet de Leuvis et de la reine Legravalima. Sa faiblesse est Mujika si on peut dire ça comme ça, il la protège au péril de sa vie.

### Leuvis
Messire Leuvis, appelé aussi grand duc et archduke Leuvis, est un aristocrate qui appartenait au groupe de démons connu sous le nom de « Braconniers ». En tant que braconnier, il a travaillé aux côtés de Lord Bayon, le fournisseur de l'orphelinat de Grand Valley House, pour approvisionner leur réserve de chasse secrète, Goldy Pond (A08-63), en humains à chasser. Leuvis aime le plaisir de chasser les enfants humains, mais s'ennuie avec la relative facilité avec laquelle il peut les tuer. Ce n'est que lorsque le frisson de rencontrer quelqu'un avec la volonté de le tuer arrive, qu'il décide de prendre le jeu de chasse au sérieux. Leuvis est un grand monstre et mince qui voit la vie des humains comme rien de plus qu'un jeu pour le divertir. Il est mauvais, sadique et sans pitié, et ne montre aucun regret ni hésitation à tuer les enfants. Il est également le frère cadet de la reine Legravalima et le frère aîné de Sonju, ainsi, il fait partie de la famille royale dans le monde des démons.

### Bayon
Bayon, également connu sous le nom de Lord Bayon par ses subordonnés, c'est un aristocrate, appartient au groupe de démons connu sous le nom de « Braconniers ». Il est le propriétaire de la réserve de chasse humaine secrète Goldy Pond (A08-63) où il chasse les orphelins qui se retrouvent là-bas. Il y a un millénaire, Bayon était en réunion avec plusieurs démons discutant de la façon dont ils devraient consommer les humains alors qu'ils leur ont récemment été interdits de le faire en raison de la « Promesse ». Pendant que les démons se plaignaient, Bayon a trouvé la solution de construire des fermes pour « cultiver » les petits des humains pour satisfaire le besoin de consommer de la chair humaine, ainsi que pour se conformer au traité. Par conséquent, la solution de Bayon a été acceptée et incluse dans le cadre du traité. Environ 200 ans après la création des fermes, Bayon a été élu investisseur et gestionnaire de plusieurs fermes. Des années plus tard, Bayon, Leuvis, Nouth, Nouma, Luce et quelques autres démons ont envahi une ville humaine déserte appelée Goldy Pond, qu'ils ont transformée en terrain de chasse alors que des enfants humains qui avaient été achetés ou tombés par hasard dans l'endroit étaient jetés dans le terrain de chasse de Bayon et de son équipe pour chasser.

### Nouma
Nouma appartient au groupe de démons connus sous le nom de « Braconniers ». Tous les trois jours, elle et les autres monstres chassent les enfants humains à Goldy Pond. C'est un démon noir avec un grand corps humanoïde et elle est proche de son frère, Nouth. Comme Nouth, Nouma est un démon sadique qui aime chasser les jeunes enfants et les tuer de sang-froid.

### Nouth
Nouth appartient au groupe de démons connus sous le nom de « Braconniers ». Tous les trois jours, lui et les autres monstres chassent les enfants humains à Goldy Pond. C'est un démon noir avec un grand corps humanoïde et il protège sa sœur, Nouma. Comme Nouma, Nouth est un démon sadique qui aime chasser les jeunes enfants et les tuer de sang-froid.

### Luce
Luce est un petit démon de couleur blanche avec plus de 20 yeux et des dents acérées comme des rasoirs. Il appartient à un groupe de démons connu sous le nom de « Braconniers ». Tous les trois jours, lui et les autres monstres chassent les enfants humains à Goldy Pond. Luce est un démon sadique qui aime chasser les jeunes enfants et les tuer de sang-froid. Il est responsable de la mort de la sœur de Gillian. Cela a poussé Gillian à lui en vouloir énormément.

### Palvus
Palvus est le compagnon de Leuvis et un antagoniste mineur pendant l'arc de Goldy Pond. C'est un petit démon violet avec un œil et les caractéristiques physiques d'un singe. Une petite couronne est perchée au sommet de sa tête. Palvus agit comme un animal de compagnie de Leuvis, et est souvent vu accompagnant Leuvis sur son épaule et agit parfois comme une « deuxième paire d'yeux » pour lui.

### Legravalima
Legravalima est la reine du monde des démons. Avec les différents chefs du clan Ratri, Legravalima était l'une des auteures de la promesse et l'une des obstacles à la libération des enfants des mains des démons. Elle aspire à la viande humaine de la plus haute qualité de sa part, car elle se considérait bien meilleure que tout le monde. De plus, puisqu'elle voulait régner sur le monde des démons, elle a tué son père pour prendre le trône. Bien qu'elle ait maintenant trouvé une nouvelle vie de luxe, elle lui manquait une chose : sa chair humaine parfaite. Quand elle a entendu parler de Norman, lui ayant le plus d'intelligence de tous les enfants, elle a refusé de le laisser mangé par মশ্লয়. Ainsi, elle l'a envoyé à Lambda Λ7214, tout cela parce qu'elle voulait simplement le dévorer elle-même. Au cours d'un flash-back, 700 ans auparavant, lorsque les classes démoniaques inférieures se sont révélées affamées et sur le point de la dévolution, l'ancien Messire, Geelan, a préconisé de donner une partie de la viande de haute qualité au peuple. Legravalima a plutôt décidé de permettre aux classes inférieures de mourir de faim, de se déléguer et finalement de se manger, car cela résoudrait leur problème de population. Elle est également la sœur aînée de Leuvis et Sonju.

### মশ্লয়
Lui, également connu sous le nom de মশ্লয়, est le roi de tous les démons et du monde des démons. Son vrai nom n'est pas clair pour les humains, il vit seul dans une dimension spéciale où les lois du temps et de la physique ne s'appliquent pas. Il a à ses côtés un dragon mystérieux qui n'a qu'un seul œil dans la tête, qui ressemble au pendentif et collier que Mujika a donné à Emma. Quiconque essaie de le contacter doit passer par un rituel spécial et une épreuve qui implique d'étranges énigmes métaphysiques. Il est petit, avec une apparence enfantine. Ses origines ne sont pas claires, mais il était celui qui est capable de faire des promesses au nom des démons. Il y a 1 000 ans, il a conclu un accord avec Julius Ratri qui est devenu connu sous le nom de la « Promesse ». Les démons et les humains seraient divisés entre deux mondes, incapables d'accéder les uns aux autres. Le monde humain serait exempt de prédation par les démons et, en échange, les démons seraient autorisés à cultiver les humains bloqués sur leur monde. Le clan Ratri a également été chargé de maintenir la « Promesse », Julius Ratri étant contraint de rester dans le monde des démons. Pour les démons, il a déclaré le Tifari, un festival annuel qui culminerait avec la meilleure viande humaine d'élevage qui lui serait offerte en hommage.

### Geelan
Messire Geelan est le leader du clan Geelan et auparavant un noble démon qui a conseillé la famille royale et la noblesse. Il y a sept cents ans, Geelan était un démon noble et honorable qui tentait de trouver des solutions pacifiques aux problèmes de surpopulation. Il était le seul membre qui a plaidé pour le bien des masses inférieures et a essayé de convaincre ses collègues chefs de fournir aux masses de la viande humaine de haute qualité provenant des fermes premium pour éviter la famine. Cependant, la reine Legravalima détestait cette idée, et parce que sa morale s'opposait au point de vue de la reine sur la situation, elle et les autres familles des cinq régents l'ont laissé, lui et son clan, pourrir dans les terres désolées en guise de punition pour ses intentions. Comme ils n'ont pas été en mesure de consommer de la chair humaine pendant une période de 700 ans, le clan de Geelan a été contraint de se manger pour ne pas dégénérer en démons sauvages. Depuis lors, Geelan nourrissait une grande haine envers la société et la famille royale et désirait se venger d'eux, ce qu'il fit lors de l'attaque surprise de Norman contre la Cité Impériale durant les Tifari. Cependant, il a été tué aux mains de la reine Legravalima vers la fin de la bataille.

### Yverk
Yverk est un antagoniste de l'arc de Cuvitidala. Il est duc ainsi que l'un des chefs des cinq familles régentes. Yverk est un grand démon qui porte des vêtements formels. Comme la plupart des autres membres de la famille royale et les autres chefs des cinq familles régentes, Yverk se soucie davantage de son argent et de son contrôle sur le monde que du bien-être des civils démoniaques. À la tête de son clan respective, Yverk est un démon puissant et strict qui réprimande constamment Dozza sur ses manières et son comportement. Yverk a beaucoup de respect pour la reine, s'agenouillant instantanément pour elle chaque fois qu'elle entrait dans la pièce. Il a été tué par Geelan après que ce dernier est infiltré dans la capitale royale pour un coup d'État et détruire la société démoniaque.

### Bayon II
Bayon est un antagoniste mineur de l'arc Cuvitidala. C'est le fils du propriétaire décédé de Goldy Pond, Lord Bayon, et l'un des chefs des cinq familles régentes. Bien que la majorité des membres de la royauté et des chefs des cinq familles régentes se soucient davantage de leur argent et de leur contrôle sur le monde que les civils démoniaques, seul Bayon était une exception. Bayon s'est également montré préoccupé par les gens du commun et admirait donc l'ancien Lord Geelan.

### Dozza
Dozza est un antagoniste de l'arc de Cuvitidala. Il est le père de Luce, ainsi que l'un des chefs des cinq familles régentes. Il porte un grand masque avec deux cornes au sommet. Il y a sept cents ans, Dozza était un garde de corps d'un ancien chef des cinq familles régentes, Lord Geelan. Cependant, Geelan était le seul membre qui a plaidé pour le bien des masses inférieures et a essayé de convaincre ses collègues chefs de fournir aux masses de la viande humaine de haute qualité provenant des fermes premium pour éviter la famine. Dozza en a profité puisque la famille royale détestait la morale, et l'a accusé d'avoir conspiré avec la race des monstres qui ne régressent pas, tel que Mujika. De plus, parce que la nature fourbe de Dozza convenait davantage aux intérêts de la famille royale, Geelan a été banni et Dozza a obtenu sa place. Il a ensuite été tué par Geelan après que ce dernier est infiltré dans la capitale royale pour se venger.

### Pupo
Pupo est un antagoniste de l'arc de Cuvitidala. Il est l'un des chefs des cinq familles régentes. Il porte un masque avec deux cornes dessus pour protéger ses yeux et son visage. Comme la plupart des autres membres de la famille royale et les autres chefs des cinq familles régentes, Pupo se soucie davantage de son argent et de son contrôle sur le monde que du bien-être des civils démoniaques. Il a été tué par Geelan après que ce dernier est infiltré dans la capitale royale.

### Noum
Noum, aussi appelée lady Noum, est une antagoniste de l'arc de Cuvitidala. Elle est une parente de Nouth et Nouma, ainsi que l'une des cheffes des cinq familles régentes. Noum a un petit corps humanoïde de couleur noire et un masque. Elle est également vue brandissant une lance. Comme la plupart des autres membres de la famille royale et les autres chefs des cinq familles régentes, Noum se soucie davantage de son argent et de son contrôle sur le monde que du bien-être des civils démoniaques. Elle a été tuée par Geelan après que ce dernier est infiltré dans la capitale royale pour détruire le gouvernement.

### Le père d'Ayshe
Le père d'Ayshe est un nom d'espace réservé pour un démon sans nom qui travaillait auparavant dans l'une des fermes haut de gamme, et a ensuite choisi de passer sa vie avec sa fille humaine adoptive, Ayshe et ses chiens de compagnie. Au cours de sa jeunesse, le visage du démon a perdu sa forme un jour et il a développé un gros renflement sur le côté droit de son visage qui était couvert d'yeux et de minuscules pores : il l'a lui-même appelé une malédiction. Des années plus tard, le démon a travaillé comme employé dans l'une des fermes premium et était chargé de se débarrasser des nourrissons humains nés avec des malformations physiques. Un jour, le démon a repéré un bébé humain avec une grande tache de naissance couvrant le côté droit de son visage. Il a immédiatement développé une connexion avec elle, car tous deux avaient des défauts faciaux sur le côté droit de leur visage. Cela l'a incité à ramener l'enfant à la maison avec lui au lieu de s'en débarrasser. Il a rapidement quitté son emploi dans les fermes premium et a vécu avec sa fille nouvellement adoptée, qu'il a nommée Ayshe. Le démon s'occupait d'Ayshe, jouait avec elle, lui enseignait les langues démoniaques et humaines, l'éduquait et la nourrissait bien. Le défaut facial que le démon n'avait plus ressenti comme une malédiction pour lui, car il avait trouvé une vie heureuse et aimante avec sa fille. La tragédie a frappé le père et la fille un jour, alors que Norman et son équipe ont fait une descente dans la maison du démon. Lorsque le père d'Ayshe a entendu leur agitation, il a dit à Ayshe de se cacher. Le père d'Ayshe a ensuite été tué par Zazie. Norman et son équipe ont sauvé Ayshe, croyant qu'elle était captive du démon, et l'ont amenée à The Paradise Hideout, où elle est devenue une tireuse. Ayshe déteste les humains et préfère les monstres, car elle a tout simplement grandi avec un démon dans leurs société.

## Goldy Pond
Aussi connue sous le nom de « Zone A08-63 », Goldy Pond était à l'origine la base de William Minerva pour les évadés humains et située sous terre pour échapper à la détection. Il a été découvert par les démons et est devenu une réserve secrète pour la chasse aux humains appartenant au démon Lord Bayon. Ses victimes étaient les enfants qu'il avait achetés aux fermes premium (principalement l'orphelinat de Grand Valley House), mais parfois aussi des humains braconnés du monde extérieur. Voici quelques-uns des habitants humains de Goldy Pond;

### Oliver
Oliver est un garçon de 17 ans né et élevé à l'orphelinat de Grand Valley House. Il a été envoyé à Goldy Pond pour devenir la proie des braconniers à chasser. Avec Lucas, il a formé une organisation de résistance pour détruire Goldy Pond et les braconniers. En tant que chef du mouvement de la résistance de Goldy Pond, il a gagné beaucoup de confiance de la part de ses camarades. À tel point qu'ils ont commencé à l'appeler leur chef. Olivier est un jeune homme de taille moyenne. Il a les cheveux blancs en désordre avec une mèche rouge sur l'oeil gauche et des yeux rouges. Oliver est une personne volontaire qui se soucie profondément du bien-être de ses camarades. Il a également une forte rancune contre les braconniers pour tout le mal et l'effusion de sang qu'ils ont causés.

### Gillian
Gillian est une jeune fille de 15 ans née et élevée à l'orphelinat de Grand Valley House. Elle a été expédiée à Goldy Pond pour devenir la proie des braconniers à chasser. Peu de temps après son arrivée à Goldy Pond, Gillian a été témoin de la mort de sa sœur bien-aimée aux mains de Luce, ce qui lui a causé un chagrin intense. Déterminée à se venger, Gillian a rejoint la résistance de Goldy Pond, où elle s'est retrouvée en charge des provisions. Gillian est une fille aux cheveux blond clair, mi-longs et aux yeux vert clair. Elle est presque toujours vue avec un grand sourire sur son visage, soulignant sa nature extravertie. Elle porte un bonnet en laine rose recouvert de patchs qu'elle a fabriqués elle-même à partir des peluches de Goldy Pond, ainsi qu'un manteau vert citron avec plus d'épingles qu'elle a fabriquées. Gillian est une fille pleine d'entrain et extravertie, ce qui la distingue ainsi du reste des membres de la résistance de Goldy Pond, qui sont pour la plupart de nature très sérieuse. Gillian est douée pour tirer et tuer, elle utilise deux fusils remplis de munitions pour abattre les monstres.

### Violet
Violet est une fille de 13 ans née et élevée à l'orphelinat de Grand Valley House. Elle a été expédiée à Goldy Pond pour devenir la proie des braconniers à chasser. Violet nourrit une forte haine pour les braconniers après les avoir vus tuer sa famille. Violet a rejoint la résistance de Goldy Pond, où elle a fini par jouer le rôle de guetteur. Elle est également la première personne à rencontrer Emma à Goldy Pond. Violet a une coupe de cheveux de lutin violet avec des yeux violets. Elle est souvent confondue avec un garçon comme Emma pensait qu'elle était quand elle l'a rencontrée pour la première fois. Pendant la bataille de Goldy Pond, Violet a combattu aux côtés de Sandy, Sonya et Paula contre Nouth et Nouma. Violet et Paula ont réussi à abattre Nouma lorsque Sonya a cassé son masque.

### Nigel
Nigel est un garçon de 16 ans né et élevé à l'orphelinat de Grand Valley House. Il a été envoyé à Goldy Pond pour devenir la proie des braconniers à chasser. Nigel a servi de mécanicien pour la résistance de Goldy Pond. Il est également responsable du stock de munitions. Il porte un pull simple, un pantalon et un chapeau d'aviateur avec des lunettes rectangulaires cassées. Nigel se soucie profondément de ses amis, en particulier Zack, qu'il admire, et Gillian. Il est prêt à se sacrifier pour eux et pour le plus grand bien. Bien qu'il ait la tête sur les épaules, il ne réfléchit pas toujours avant d'agir. Il devient facilement nerveux et fait semblant d'avoir un plan quand Gillian lui demande ce qu'il va faire ensuite. Comme décrit par Gillian, Nigel est une personne très rationnelle. Pendant la bataille de Goldy Pond, Nigel aide Gillian à combattre Luce et ses accompagnateurs. Tout en remplissant un rôle axé sur une visée précise et prudente, Nigel possède des réflexes extrêmement aiguisés et peut réagir rapidement au danger. Il a fait preuve d'excellentes compétences de tir dans l'utilisation de son fusil de précision et est également habile à entretenir et à réparer les machines.

### Zack
Zack est un garçon de 18 ans né et élevé à l'orphelinat de Grand Valley House. Il a été envoyé à Goldy Pond pour devenir la proie des braconniers à chasser. Zack est très doué pour l'aide humanitaire et a finalement été recruté par Lucas pour la résistance de Goldy Pond, devenant leur médecin, avec Sandy. Zack est un jeune homme avec une grande taille, une peau foncée et une cicatrice sur le visage. Il a les cheveux noirs courts et pointus vers le haut et il porte un bandana qui couvre tout son front. Il porte également un manteau qui recouvre parfois le bas de son visage. Zack est athlétique, doué pour les armes et pour s'échapper, et donc, il ne bronche jamais lorsqu'il regarde la mort en face. C'est pourquoi il est surnommé le vétéran le plus expérimenté parmi les enfants de Goldy Pond, et c'est toujours lui qui risque sa peau pendant les chasses. Il a sauvé la vie de Nigel et des autres enfants d'innombrables fois, démontrant son altruisme et sa loyauté.

### Pepe
Pepe est un garçon de 16 ans né et élevé à l'orphelinat de Grand Valley House. Il a été envoyé à Goldy Pond pour devenir la proie des braconniers à chasser. Après son arrivée à Goldy Pond, il a rejoint la résistance de Goldy Pond, où il s'est retrouvé en charge des provisions. Pepe a la peau foncée et les cheveux foncés portés en queue de cheval. Il porte également une lunette. Il est travailleur, débrouillard et confiant. Pepe et Zack sont chargés d'occuper Bayon pendant le soulèvement. Comme tous les autres enfants de Goldy Pond, il se soucie profondément de ses camarades et déteste les voir blessés. Il a été démontré que Pepe était en bons termes avec eux malgré le fait qu'il ne les ait rejoints que récemment. Il est également très doué pour cuisiner de bons repas.

### Sandy
Sandy est un garçon de 17 ans né et élevé à l'orphelinat de Grand Valley House. Il a été envoyé à Goldy Pond pour devenir la proie des braconniers à chasser. Finalement, il a été recruté par Lucas dans la résistance de Goldy Pond, devenant leur aide de secours, avec Zack. Sandy a les cheveux verts bouclés et de grands yeux et porte des pinces à cheveux de plusieurs couleurs ainsi qu'un gilet vert foncé. C'est lui qui a donné à Emma les pinces à cheveux qu'elle porte dans Goldy Pond. Sa personnalité et son comportement contrastent avec ceux de Zack. Sandy est toujours prompt à offrir des encouragements ou un sourire à ses frères et sœurs. Comme les autres enfants de Goldy Pond, il est loyal et se soucie profondément de ses alliés. Pendant la bataille de Goldy Pond, Sonya et Sandy se battent contre Nouth et Nouma.

### Sonya
Sonya est une jeune fille de 17 ans née et élevée à l'orphelinat de Grand Valley House. Elle a été expédiée à Goldy Pond pour devenir la proie des braconniers à chasser. Sonya agit en tant que commandant en second de la résistance de Goldy Pond. Sonya porte des lunettes et a les cheveux bleus coiffés en nattes avec des taches de rousseur sur le visage. Sonya est habile à faire des calculs mentaux et à compiler des données à utiliser pour combattre les démons. C'est une fille calme et froide qui pense logiquement, qui fait beaucoup de projets et n'hésite pas à donner des ordres aux autres.

### Paula
Paula est une jeune fille de 17 ans née et élevée à l'orphelinat de Grand Valley House. Elle a été expédiée à Goldy Pond pour devenir la proie des braconniers à chasser. Après son arrivée à Goldy Pond, elle a rejoint la résistance de Goldy Pond, où elle s'est retrouvée en charge des provisions. Paula est une fille à la peau claire avec de longs cheveux noirs partiellement coiffés. Elle s'habille de vêtements sombres et porte un bandana couvrant sa bouche. Paula est fidèle et attentionnée comme tous les enfants de Goldy Pond. Cependant, elle est réservée et ne parle pas beaucoup. Paula est douée pour tirer avec son arme.

### Adam
Adam est un ancien expérimentateur qui est né et a grandi à Lambda Λ7214, il a été nommé Adam par les enfants de Goldy Pond parce qu'il n'a pas de nom. Après avoir été transporté à Goldy Pond, il est devenu le gardien de la résistance de Goldy Pond. À la suite des expériences réalisées sur lui à Lambda Λ7214, Adam est grand et volumineux, avec un cadre large, des bras allongés et extrêmement musclés, une petite quantité de cheveux blonds courts et vaporeux et un visage rond avec un grand nez. Adam a également des veines proéminentes sur son corps, la plus évidente étant deux sur son front et il est beaucoup plus grand que les autres enfants de Goldy Pond. La personnalité d'Adam est généralement inconnue, mais il manque d'une capacité mentale significative, même Leuvis le qualifiant de « incapable de pensée complexe ». Malgré les puissantes capacités d'Adam et sa nature simple, il semble être amical avec les autres enfants, comme en témoignent ses interactions avec eux après que tout le monde est retourné à l'abri B06-32.

### Theo
Theo est un garçon de 12 ans né et élevé à l'orphelinat de Grand Valley House. À un moment donné, il a été expédié à Goldy Pond pour devenir la proie des braconniers à chasser. Theo était particulièrement proche de son frère, Jake, et de sa sœur, Monica. Il a été dévasté et traumatisé lorsque Leuvis les a tués. Ensuite, il a rejoint la résistance de Goldy Pond avec Emma. Theo est un jeune garçon en dessous de la taille moyenne. Il a les yeux souvent fermés et les cheveux courts lissés à l'arrière de la tête. En raison de toutes les fuites qu'il avait faites contre les braconniers, les vêtements de Théo sont couverts de crasse et de sang. Theo est un jeune garçon joyeux qui aime beaucoup ses frères et sœurs, Monica et Jake, restant avec eux-mêmes quand Emma leur a ordonné de se séparer et de fuir les démons. Theo est très reconnaissant envers Emma de l'avoir sauvé et il méprise absolument Leuvis pour avoir tué ses frères et sœurs. Il a utilisé un couteau pour se défendre contre les braconniers. Avant que Theo, avec Jake et Monica, ne soit envoyé à Goldy Pond, Theo était connu pour avoir vécu dans le même orphelinat que les deux. Lui, Jake et Monica sont connus pour être très proches tout au long de leur séjour à l'orphelinat, se considérant comme des frères et sœurs.

### Jake
Jake était un garçon né et élevé à l'orphelinat de Grand Valley House. À un moment donné, il a été expédié à Goldy Pond pour devenir la proie des braconniers à chasser. Lui et sa sœur Monica ont été tués par Leuvis alors qu'ils tentaient de protéger leur jeune frère Theo lors d'une des chasses. Jake était un jeune garçon grand et costaud. Il avait un nez plutôt large et des cheveux courts et en désordre. On ne savait pas grand-chose de la personnalité de Jake, mais il s'est avéré plutôt lâche et facilement intimidé par les démons. Avant que Jake, avec Theo et Monica, ne soit envoyé à Goldy Pond, Jake était connu pour avoir vécu dans le même orphelinat que les deux. Lui, Theo et Monica sont connues pour être très proches tout au long de leur séjour à l'orphelinat, se considérant comme des frères et sœurs. Lorsque Jake et Emma se sont rencontrés pour la première fois, Jake semblait préférentiellement sceptique à son égard, car il ne semblait pas faire confiance à Emma lorsqu'elle essayait de se lier d'amitié avec eux. Néanmoins, il était toujours disposé à échanger des noms avec elle. Quand Jake, ainsi que Monica et Theo, ont tenté de se défendre contre les braconniers, l'arme qu'il possédait était une hache.

### Monica
Monica était une fille née et élevée à l'orphelinat de Grand Valley House. À un moment donné, elle a été expédiée à Goldy Pond pour devenir la proie des braconniers à chasser. Elle et son frère Jake ont été tués par Leuvis alors qu'ils tentaient de protéger leur jeune frère Theo lors d'une des chasses. Des trois, Monica semblait être la plus courageuse du groupe. Ainsi, elle n'a pas hésité à sauver Theo des braconniers, même si elle savait que les chances de survivre étaient minces. Lorsque Monica a essayé de se défendre et de défendre Theo, elle a utilisé une lance pour lutter contre les braconniers. Elle porte un vêtement à col haut apparemment sale avec des leggings noirs et une paire de bottes. Ses cheveux sont soigneusement attachés en queue de cheval. Avant que Monica, avec Theo et Jake, ne soit envoyée à Goldy Pond, Monica était connue pour avoir vécu dans le même orphelinat que les deux. Elle, Theo et Jake sont connus pour être très proches tout au long de leur séjour à l'orphelinat, se considérant comme des frères et sœurs.

## Glory Bell House

### Yugo
Yugo, également appelé « Monsieur l'inconnu », est un homme de 29 ans né et élevé à l'orphelinat Glory Bell House. Il y a treize ans, alors qu'il avait 16 ans, Yugo s'est échappé de l'orphelinat Glory Bell avec Lucas, Dina et seize autres enfants. Ils ont ensuite trouvé du réconfort dans l'abri B06-32 où ils ont commencé une nouvelle vie. Dans l'abri, Yugo a trouvé une lettre qui lui disait, ainsi qu'aux autres enfants, d'aller à Goldy Pond (A08-63) où l'auteur de la lettre, William Minerva, leur a laissé quelque chose de plus. Après leur arrivée à Goldy Pond, ils ont rencontré les braconniers, qui chassent les enfants. Là, Leuvis et les autres monstres ont assassiné tous ses frères et sœurs, Yugo réussi à peine à s'échapper. Ensuite, il est retourné au refuge où il a commencé à vivre en ermite, tout seul, pendant les treize années suivantes. Dans le passé, Yugo était joyeux, optimiste et appréciait sa famille par-dessus tout. Cependant, après les avoir perdus lors de leur exploration de Goldy Pond, sa personnalité a radicalement changé. Laissé tout seul durant plus de 13 ans et incapable de faire face au chagrin, Yugo est devenu déprimé et a souffert de séquelles psychologiques et de trouble de stress post-traumatique. Il a également perdu toute forme d'espoir ou d'optimisme pour l'avenir. Quand Emma et les évadés de Grace Field House l'ont rencontré pour la première fois, Yugo détestait les enfants parce qu'ils lui rappelaient lui-même quand il était jeune et sa propre famille. Emma et Ray ont réussi à convaincre Yugo de les emmener à Goldy Pond où il découvre que son frère Lucas est en fait toujours en vie, ce qui lui donne un regain de bonheur et d'espoir pour l'avenir. À la fin de la bataille de Goldy Pond, Yugo avait appris à s'occuper d'Emma et des autres enfants, et a risqué sa vie pour ramener Emma en toute sécurité au refuge. L'année suivante, Yugo et Lucas ont vécu avec tout le monde dans le refuge et sont devenus des figures paternelles pour les enfants, leur enseignant des techniques d'exploration et de survie. Quand Andrew et son équipe ont attaqué le refuge, Lucas et Yugo se sont sacrifiés pour sauver les enfants.

### Lucas
Lucas est un homme de 29 ans qui, il y a treize ans, s'est échappé de l'orphelinat Glory Bell House, avec Yugo, Dina et seize autres enfants. Après s'être échappés de l'orphelinat, Lucas et ses amis se sont réfugiés au refuge B06-32 avant de décider de se rendre dans la réserve humaine dans l'espoir de retrouver William Minerva. Sur le chemin, Lucas et ses amis ont été capturés par les braconniers qui les ont amenés à Goldy Pond. Une fois sur place, Leuvis a tué sans pitié tous ses frères et sœurs, Lucas et Yugo réussissant à peine à s'échapper vivants. Des années plus tard, il est réapparu comme l'un des dirigeants d'une organisation de résistance située à Goldy Pond. Lucas est un jeune homme qui a des cheveux marron assez longs et en désordre avec des sourcils épais et noirs. Il a également la peau claire et les yeux clairs ainsi qu'une cicatrice sur le visage. Il a un petit handicap au niveau des pieds et a perdu son bras droit à cause de son affrontement avec le monstre Leuvis.

### Dina
Dina était une fille qui est née et a grandi à l'orphelinat Glory Bell House. Il y a treize ans, elle s'est échappée de l'orphelinat, avec Yugo, Lucas et seize autres enfants. Dina portait un bandeau sombre pour accompagner ses cheveux clairs et sa longue frange. Elle aimait avoir des goûters et avait une personnalité empathique. Elle était aussi le béguin d'enfance de Yugo. Après s'être échappés de l'orphelinat Glory Bell, Dina et ses amis se sont réfugiés au refuge B06-32 avant de décider de se rendre dans la réserve humaine dans l'espoir de retrouver William Minerva. Sur le chemin, Dina et ses amis ont été capturés par les braconniers qui les ont amenés à Goldy Pond. Une fois là-bas, elle a été tuée sauvagement par les monstres ainsi que tous ses amis, à l'exception de Yugo et Lucas qui ont à peine réussi à s'échapper vivants.

### Nicholas
Nicholas était un garçon qui est né et a grandi à l'orphelinat Glory Bell House. Il y a treize ans, il s'est échappé de l'orphelinat, avec Yugo, Lucas et seize autres enfants. Nicholas aimait dessiner dans des carnets de croquis et jouer avec ses frères et sœurs. Lorsque Yugo a cassé sa tasse de thé, Nicholas l'a réparée pour lui. Après s'être échappés de l'orphelinat Glory Bell, Nicholas et ses amis se sont réfugiés au refuge B06-32 avant de décider de se rendre dans la réserve humaine dans l'espoir de retrouver William Minerva. Sur le chemin, Nicholas et ses amis ont été capturés par les braconniers qui les ont amenés à Goldy Pond. Une fois là-bas, il a été tué sans pitié, ainsi que tous ses amis, à l'exception de Yugo et Lucas qui ont à peine réussi à s'échapper vivants. Il apparaît dans le troisième light novel de la série.

### Erica
Erica était une fille qui est née et a grandi à l'orphelinat Glory Bell House. Il y a treize ans, elle s'est échappée de l'orphelinat, avec Yugo, Lucas et seize autres enfants. Erica était généralement vue avec son ami proche, Mike. Elle était plus jeune que Yugo et lui demandait souvent de lui lire des histoires à la bibliothèque. Après s'être échappés de l'orphelinat Glory Bell House, Erica et ses amis se sont réfugiés au refuge B06-32 avant de décider de se rendre dans la réserve humaine dans l'espoir de retrouver William Minerva. Sur le chemin, Erica et ses amis ont été capturés par les braconniers qui les ont amenés à Goldy Pond. Une fois là-bas, elle a été tuée, ainsi que tous ses amis, à l'exception de Yugo et Lucas qui ont à peine réussi à s'échapper vivants. Elle apparaît dans le troisième light novel de la série.

## Lambda Λ7214
« Lambda Λ7214 », également connu sous le nom de Lambda, est un centre de recherche où diverses expériences ont été menées sur des enfants et des humains de diverses fermes de plantation. Après avoir été expédié de Grace Field House, Norman a été envoyé à Lambda Λ7214 où il a été expérimenté. Norman a finalement mené un groupe d'enfants dans une évasion de Lambda et a détruit l'endroit dans le processus.

### Vincent
Vincent est un jeune de 18 ans né et élevé à l'orphelinat Glory Bell House qui a été envoyé à Lambda Λ7214.
C'est un grand jeune homme à la peau foncée avec des points de suture sur le dessus de sa tête chauve et des yeux verts.
Vincent porte généralement une chemise blanche à manches longues sous un gilet noir, un pantalon noir, une cravate et des lunettes. Il connaît bien les traitements médicaux.

### Zazie
Zazie est un garçon de cinq ans né et élevé à Lambda Λ7214.
Il a la carrure d'un adolescent à la suite des expériences réalisées sur lui. Zazie porte un sac en papier sur la tête et est doué pour combattre les démons avec deux longues épées qu'il porte attachées à son dos. Il est décrit comme le plus puissant pour le combat.

### Cislo
Cislo est un garçon de 17 ans né et élevé à l'orphelinat Goodwill Ridge House qui a été envoyé à Lambda Λ7214 avec sa sœur Barbara.
Il a les yeux noirs et les cheveux noirs courts avec un « X » blanc sur le dessus de sa tête. Il porte une salopette verte avec une chemise noire en dessous, ainsi que des gants noirs. Cislo a une carrure musclée et tue les démons avec une paire de nunchaku.

### Barbara
Barbara est une jeune fille de 16 ans née et élevée à l'orphelinat Goodwill Ridge House qui a été expédiée à Lambda Λ7214 avec son frère, Cislo.
Barbara a une forte haine pour les démons en raison des expériences douloureuses. Elle mange de la viande de démon en guise de vengeance.
Barbara a les yeux bruns et les cheveux bruns en une très longue queue de cheval et une frange ondulée. On la voit souvent portante un débardeur noir avec un imprimé étoile jaune, une veste rouge, un short bleu et des bottes gris foncé.

### Hayato
Hayato est un garçon de deux ans né dans une ferme de production de masse et transféré à Lambda Λ7214. Il a la carrure d'un adolescent à la suite des expériences réalisées sur lui. Hayato est joyeux et énergique. Il a les cheveux blonds hérissés, les yeux verts et porte généralement un bandeau blanc. Il est de bons amis avec Jin.

### Jin
Jin est un garçon de deux ans né dans une ferme de production de masse et transféré à Lambda Λ7214. Il a la carrure d'un adolescent à la suite des expériences réalisées sur lui. Jin porte un masque noir qui couvre son nez et sa bouche et est habile à utiliser une lance. Il a les cheveux noirs attachés en une queue de cheval courte et haute. Il porte souvent une cape à capuche avec une épingle de hibou attachée. Il est de bons amis avec Hayato.

## Famille Ratri
Le clan Ratri ou appelé la famille Ratri est un clan humain qui a signé l'ancien traité appelé la « Promesse » il y a plus de 1000 ans pour séparer les humains et les démons les uns des autres afin de mettre fin à une guerre entre les deux races sur la terre. Le clan Ratri supervise le système agricole et respecte la « Promesse ».

### Julius Ratri
Julius Ratri est l'ancêtre de James et Peter Ratri, et est l'humain responsable de forger la « Promesse » avec les monstres appelé démons. Après des années de combats dans une guerre avec des démons, Julius en a eu assez de voir le monde, sa famille, ses amis et ses camarades tués et mangés. Il a proposé un accord avec les démons pour mettre fin au massacre qui est connu sous le nom de la « Promesse ». Le monde serait divisé en deux et chaque race vivrait de son côté sans que personne soit autorisé à traverser les mondes, ainsi chaque race possède son propre territoire. Cependant, pour que les démons acceptent sa proposition, il devait permettre à une certaine partie des humains de rester dans le monde des démons. Une offrande pour satisfaire le besoin des démons de manger les humains, pour préserver leur race et pour leur nature de monstres. Cela a conduit Julius à trahir ses alliés lorsqu'ils ont refusé de laisser une certaine partie des humains rester comme offrande aux démons. En retour, মশ্লয় a fait en sorte que Julius et tous ses descendants respectent le côté humain du marché et collaborent avec les démons pour superviser le système agricole. Ils doivent également travailler en collaboration avec le gouvernement des démons pour faire avancer l'évolution de la société démoniaque et empêcher les enfants de s'évader.

### William Minerva
William Minerva est le pseudonyme d'un homme nommé James Ratri. James était le 35e chef du clan Ratri. Il est le frère aîné de Peter Ratri, ainsi que le descendant de Julius Ratri. James est un homme mystérieux, intelligent et très complexe qui est devenu dégoûté à l'idée de sacrifier des enfants innocents aux démons. Après avoir découvert que les enfants des fermes étaient en fait les descendants des alliés de Julius Ratri, il a décidé d'organiser un moyen d'aider les enfants à s'échapper en plantant des indices cachés que les enfants découvriront dans divers livres sans alerter les « mamans ». Il est le créateur du stylo promis qui sert de carte du monde démoniaque. Il a également construit des sanctuaires sûrs dans le monde des démons, notamment l'abri B06-32 et Goldy Pond pour les enfants qui se sont échappés pour y vivre. Le rôle de James à la tête du clan Ratri a finalement été transmis à son jeune frère, Peter, qui l'a fait exécuter pour avoir été un traître à la famille.

### Peter Ratri
Peter Ratri est le 36e et actuel chef du clan Ratri. Il est le frère cadet de James Ratri, ainsi que le descendant de Julius Ratri. Peter est narcissique, sadique et impitoyable, ne montrant aucun regret pour ses actions ni de sympathie pour les enfants tués dans les fermes. Il se considère comme le « Père » des enfants et les considère comme rien de plus que de la nourriture destinée pour les monstres. Peter est extrêmement fidèle au clan Ratri et est prêt à tuer toute personne qu'il considère comme un traître à la famille, y compris son propre frère, James.

### Andrew Ratri
Andrew est membre du clan Ratri qui travaille comme sous-fifre loyal et assassin pour Peter Ratri. C'est un homme stoïque, psychotique et impitoyable. Il a conduit un groupe de soldats à tendre une embuscade à l'abri B06-32 et à capturer les enfants à l'intérieur sous les ordres de Peter, ce qui a conduit à la destruction de l'abri. Andrew a une histoire d'embuscade et de destruction de sanctuaires sûrs construits par William Minerva pour les évadés, ainsi que de meurtre des enfants qui se sont échappés des fermes. Andrew considère les enfants comme rien de plus que de la nourriture et les appelle des « enfants de bétail ».

### Mike Ratri
Mike Ratri est l'oncle de James et Peter Ratri, ainsi que l'actuel chef par procuration du clan dans le monde humain. C'est un homme d'âge moyen qui prend son travail au sérieux. Une fois que les enfants et les adultes des fermes arrivent dans le monde humain, Mike les accueille. Il informe les évadés qu'il est au courant du « code solide », et que son clan ne leur fera plus de mal. Il donne aux évadés des fournitures et un logement.

## Autres personnages

### Ayshe
Ayshe est une fille de 13 ans qui est née dans l'une des fermes premium, mais en raison de ses défauts physiques, elle était prévue qu'elle soit éliminée peu de temps après sa naissance. L'un des démons travaillant à la plantation, dont le travail consistait à se débarrasser des nourrissons humains nés avec des malformations physiques, pensait qu'il se voyait en Ayshe à cause de leurs visages. Ayshe avait une énorme tache de naissance couvrant le côté droit de son visage et le côté droit du démon était également fortement défiguré. Elle a été adoptée par le démon qui l'a ramenée chez lui et l'a élevée comme sa fille. Ayshe a vécu une vie très heureuse avec son père adoptif jusqu'à ce qu'il soit tué par Norman et son groupe. Pour cette raison, Ayshe a volontairement accepté d'aller avec Norman à The Paradise Hideout, où elle est devenue une tireuse. Ayshe déteste les humains et préfère les monstres, elle possède une nature monstrueuse à la place d'une nature humaine à cause de son vécu dans la société démoniaque.

### Alex Mikhaylov
Alex Mikhaylov est un vieil homme vivant seul dans le monde humain, sa maison se situe dans l'Antarctique. Il accueille Emma et lui donne des fournitures et un endroit où rester, après avoir développé une amnésie en raison de la promesse qu'elle a forgée avec মশ্লয়. Alex est celui qui a écrit le livre « The Mechanical Engineering and Human History » dont un exemplaire est placé dans la bibliothèque de l'orphelinat Grace Field House. Alex a vécu une vie heureuse avec sa femme et sa fille dans un pays froid qui n'existe plus. Il avait aussi des amis qu'il chérissait. Cependant, il a perdu sa famille et tous ses amis dans une guerre mondiale, il était le seul à avoir survécu. Depuis, il vit seul dans sa maison, passant ses journées à honorer les membres de sa famille et ses amis décédés. Alex est un homme âgé avec une grande stature et corsée. Il a des cheveux ondulés, mi-longs, de couleur claire, avec une longue barbe et une moustache. On le voit souvent portant des manteaux de fourrure avec différents motifs. Alex est un homme très gentil, attentionné et équilibré qui est toujours prêt à donner un coup de main aux gens. Cela est souligné lorsqu'il a accueilli Emma et lui a donné un endroit sûr où rester après qu'elle a tout oublié d'elle-même et de ses souvenirs. Il est patient avec son amnésie et espère qu'elle retrouvera un jour ses souvenirs et retrouvera sa famille oubliée.

### Smee
Smee est le pseudonyme d'un homme dont le vrai nom est inconnu. Smee est un scientifique humain qui travaillait autrefois pour les démons. Il porte des lunettes circulaires et une blouse de laboratoire. C'est aussi un ami de Norman qu'il a rencontré à Lambda Λ7214. Il est révélé que lorsque Krone était encore enfant à Grace Field House, elle a un jour lâché une lanterne céleste dans le ciel avec une note jointe demandant au récepteur à quoi ressemble le monde extérieur. Après que la lanterne est tombée sur le sol quelque part à l'extérieur de Grace Field, Smee a trouvé la note, quand il s'est rendu compte qu'elle provenait de l'un des enfants, il a qualifié la note d'intéressante. Des années plus tard, pendant les jours de formation de Krone en tant que sœur au quartier général de Grace Field, Smee a laissé délibérément tomber un stylo promis le long d'un couloir pour que Krone le trouve, la choisissant comme prochaine utilisatrice du stylo et lui confiant d'utiliser les capacités du stylo (qu'elle n'a pas réussi à découvrir). Quelques années plus tard, lorsque Norman a été détenu à Lambda Λ7214, Smee a prêté son aide à ce dernier alors qu'ils cherchaient à détruire l'installation, bien que les deux aient réussi à le faire, Smee a été tué lors d'une purge orchestrée par Peter Ratri.